# 福井南警察署
福井南警察署（ふくいみなみけいさつしょ）は、福井県警察が管轄する警察署の一つ。識別章所属表示はSB。

## 所在地
- 福井市江守中町第6号18番地2

### 交通アクセス
- 京福バス 70・71系統（運動公園線）「福井南警察署前」下車。71系統乗降場から約100 m、70系統乗降場から約200 m。北陸新幹線・えちぜん鉄道勝山永平寺線 福井駅発着路線。
- 福井鉄道福武線 ベル前駅から約1.6 ｋｍ。
- ハピラインふくい線・越美北線（九頭竜線） 越前花堂駅から約2.2 km。
- E8 北陸自動車道 福井ICから、主に国道158号、国道8号、福井県道182号三尾野別所線経由 約8 km。

## 管轄区域
- 福井市の一部

足羽川左岸、足羽川と日野川の合流点から日野川と九頭竜川の合流点までの左岸、ならびにその合流点から坂井市境までの九頭竜川左岸。但し、両岸に跨がる美山・酒生・東安居・西藤島地区は福井警察署の管轄。

## 沿革
- 1979年（昭和54年）9月1日：開署。
- 2006年（平成18年）2月1日：丹生警察署（現・鯖江警察署）から旧清水町および旧越廼村を管轄に編入。

## 組織
- 警務課
  - 警務教養係
  - 警察安全相談係
  - 留置管理係
- 会計課
  - 会計係
- 生活安全課
  - 生活安全庶務(第一係・第二係)
  - 生活安全捜査(第一係・第二係)
  - 少年補導係
- 地域課
  - 指導・通信指令係
- 刑事課
  - 刑事庶務係
  - 強行・盗犯(第一係～第四係)
  - 知能・組織犯罪対策(第一係・第ニ係)
  - 鑑識係
- 交通課
  - 交通(第一係～第三係)
  - 安全指導係
- 警備課
  - 警備(第一係・第ニ係)

## 交番
- 麻生津交番（福井市今市町18-3-2）
- 花堂交番（福井市花堂中1丁目6-15）
- 板垣交番（福井市板垣4丁目717）
- 明里交番（福井市明里町10-43）
- 運動公園前交番（福井市若杉3丁目908）

## 駐在所
- 東郷駐在所（福井市東郷二ケ町28-27）
- 川西駐在所（福井市砂子坂町14-11）
- 文殊駐在所（福井市下河北町27-6）
- 上文殊駐在所（福井市徳光町30-44-1）
- 棗駐在所（福井市深坂町14-23）
- 鷹巣駐在所（福井市浜住町2-85-2）
- 鮎川駐在所（福井市鮎川町22-7-2）
- 西安居駐在所（福井市本堂59-4-1）
- 越廼駐在所（福井市茱崎町31-6-3）
- 志津駐在所（福井市大森町20-49）
- 清水駐在所（福井市島寺町35-3-5）
- グリーンハイツ駐在所（福井市グリーンハイツ3丁目195）